# Matroska
Matroska (Матрёшка, Матрьошка) е свободен мултиплатформен контейнеров формат, способен да съхранява неограничено количество аудио и видео потоци с голямо разнообразие от кодеци, субтитри, картинки и др. в един-единствен файл. Форматът носи името си от известната дървена играчка Матрьошка. Той може да се смята като конкурент на MP4, AVI, а също така и на ASF, MOV, но за разлика от тях, Матрьошка е с отворен стандарт.

## История
Проектът е започнат на 6 декември 2002 г. като разклонение (fork) на Мултимедиен Контейнеров Формат (Multimedia Container Format, MCF), след разногласия между разработчика на MCF Ласе Керкойнен (Lasse Kärkkäinen) и Стив Ломе (Steve Lhomme, основателя на Матрьошка) относно използването на Extensible Binary Meta Language (EMBL) вместо бинарен формат. Това съвпада с дълга почивка на разработчика на MCF, през което време повечето от общността бързо мигрират към новия проект.

## Особености и цели
Използването на EBML (двоичен аналог на популярния език XML) спомага за бъдещи промени по формата. Разработчиците на Матрьошка са открили някои от своите цели в дългосрочен план във форумите Doom9.org и hydrogenaudio.org.
Списък на цели:
- Създаване на модерен, гъвкав, разширяем, многоплатформен мултимедиен формат
- Разработване на възможност за стрийминг по интернет
- Разработване на менюта, подобни на DVD, базирани на EMBL
- Разработване на инструменти за създаване и редактиране на Матрьошка файлове
- Разработване на библиотеки, които да бъдат използвани от разработчици за техните програми, осигурявайки им възможност работа с файлове Матрьошка
- Поддръжка на Матрьошка в хардуерни плейъри и други устройства
- Осигуряване на естествена поддръжка на Матрьошка в множество операционни системи

### Файлови разширения
- .MKV за видео (с аудио и субтитри)
- .MKA само за аудио
- .MKS само за субтитри

## Софтуерна поддръжка
Списъкът показва кои приложения поддържат нормално Матрьошка.

### Медийни плейъри
| Име                                                   | ОС              | Уеб сайт                                                                     | SSA/ASS субтитри |
| ----------------------------------------------------- | --------------- | ---------------------------------------------------------------------------- | ---------------- |
| ALLPlayer                                             | Windows         | www.allplayer.org                                                            |                  |
| ALShow                                                | Windows         | www.altools.com/ALTools                                                      |                  |
| BS.Player                                             | Windows         | www.bsplayer.org                                                             |                  |
| Chameleo                                              | Многоплатформен | www.chameleo.org Архив на оригинала от 2009-01-25 в Wayback Machine.         |                  |
| CorePlayer                                            | Многоплатформен | www.coreplayer.com Архив на оригинала от 2009-06-27 в Wayback Machine.       |                  |
| DivX                                                  | Многоплатформен | www.divx.com                                                                 |                  |
| GOM Player                                            | Windows         | www.gomlab.com/eng Архив на оригинала от 2009-06-16 в Wayback Machine.       |                  |
| Gstreamer-базирани плейъри (Totem media player и др.) | Многоплатформен | gstreamer.freedesktop.org                                                    |                  |
| jetAudio                                              | Windows         | www.jetaudio.com                                                             |                  |
| The KMPlayer                                          | Windows         | www.kmplayer.com                                                             | Да               |
| TotalMedia Theatre                                    | Windows         | www.arcsoft.com/products/totalmediatheatre                                   |                  |
| PowerDVD                                              | Windows         | www.cyberlink.com                                                            |                  |
| Splash Player                                         | Windows         | mirillis.com/en                                                              | Да               |
| Media Player Classic                                  | Windows         | sourceforge.net/projects/guliverkli                                          | Да               |
| Media Player Classic Home Cinema                      | Windows         | mpc-hc.sourceforge.net                                                       | Да               |
| MPlayer                                               | Многоплатформен | www.mplayerhq.hu                                                             | Да               |
| Totem                                                 | Linux           | projects.gnome.org/totem Архив на оригинала от 2013-12-11 в Wayback Machine. | Да               |
| SMPlayer                                              | Многоплатформен | smplayer.sourceforge.net                                                     | Да               |
| Target Longlife Media Player                          | Windows         | targetlonglife.tk Архив на оригинала от 2009-06-18 в Wayback Machine.        |                  |
| The Core Pocket Media Player                          | Windows Mobile  | www.hpcfactor.com/qlink                                                      |                  |
| Totem Movie Player                                    | Unix-базирани   | projects.gnome.org/totem Архив на оригинала от 2013-12-11 в Wayback Machine. |                  |
| VLC media player                                      | Многоплатформен | www.videolan.org                                                             | Да               |
| xine                                                  | Многоплатформен | xinehq.de                                                                    |                  |
| Zoom player                                           | Windows         | www.inmatrix.com/zplayer                                                     |                  |
| Daum PotPlayer                                        | Windows         | tvpot.daum.net/video/live                                                    | Да               |

### Медийни центрове
| Име              | ОС              | Уеб сайт                                                                   |
| ---------------- | --------------- | -------------------------------------------------------------------------- |
| Boxee            | Многоплатформен | www.boxee.tv Архив на оригинала от 2009-06-18 в Wayback Machine.           |
| DivX Connected   | Windows         | www.divx.com/connected Архив на оригинала от 2009-06-05 в Wayback Machine. |
| MediaPortal      | Windows         | www.team-mediaportal.com                                                   |
| MythTV           | Linux           | www.mythtv.org                                                             |
| Plex             | Mac OS X        | plexapp.com                                                                |
| PS3 Media Server | Многоплатформен | ps3mediaserver.org Архив на оригинала от 2009-06-18 в Wayback Machine.     |
| XBMC             | Многоплатформен | xbmc.org                                                                   |

### Инструменти
| Име                                            | ОС              | Уеб сайт                                                             |
| ---------------------------------------------- | --------------- | -------------------------------------------------------------------- |
| Avidemux                                       | Многоплатформен | www.avidemux.org                                                     |
| DivX Converter                                 | Многоплатформен | www.divx.com                                                         |
| FFmpeg                                         | Многоплатформен | www.ffmpeg.org                                                       |
| FormatFactory                                  | Windows         | www.formatoz.com Архив на оригинала от 2010-01-07 в Wayback Machine. |
| HandBrake                                      | Многоплатформен | handbrake.fr                                                         |
| MKVToolnix                                     | Многоплатформен | www.bunkus.org/videotools/mkvtoolnix                                 |
| VirtualDubMod                                  | Windows         | virtualdubmod.sourceforge.net                                        |
| VSO Software                                   |                 | www.vso-software.fr                                                  |
| Добавка Perian за QuickTime                    | Mac OS X        | perian.org                                                           |
| Conceiva software                              | Windows         | www.conceiva.com                                                     |
| iVerio Software Video Converter за видеокамери | Многоплатформен | www.iverio-convertmod.com                                            |

### Кодек DivX
В края на 2008 беше пусната седма версия на кодек пакета DivX. Новост е профилът за кодиране на видео DivX Plus HD, предназначен за видео с висока разделителна способност. Той включва компресия на видеото H.264, компресия на аудио AAC и всичко това съхранено във формат Матрьошка. Устройствата, получили сертификат DivX Plus™ HD Certified, със сигурност могат да работят с MKV. 

## Хардуерна поддръжка
Матрьошка се поддържа от някои плейъри, като Popcorn Hour, NMT на EGreat и др. В много форуми, потребителите на тези устройства са отбелязали частичен успех при възпроизвеждането на Матрьошка файлове дори с основните видове кодеци. Първият набор от интегрални схеми, поддържащ Матрьошка, е на фирмата Texas Instruments и носи името „DaVinci“. Той се използва в преносимия плейър Cowon A3. Въпреки това, съществуват множество плейъри, поддържащи много добре AVI, но не и Матрьошка.

### Samsung
В много от новите течнокристални телевизори на Samsung вече е налична поддръжката на Матрьошка. Файловете могат да бъдат възпроизведени директно чрез USB флаш памети или твърди дискове чрез връзка с USB порта на телевизора.

### Cowon
Cowon A3 и O3 поддържат Матрьошка толкова добре, колкото и форматите Ogg Vorbis и FLAC. Част от поддръжката на Матрьошка се изразява и в многото аудио потоци. Ако файлът съдържа глави или субтитри, то тези функции ще бъдат недостъпни, но все пак той ще бъде нормално възпроизведен. Субтитрите във формат SubRip (.srt) или SAMI (.smi) ще бъдат автоматично пуснати при възпроизвеждане на видео, ако те са в една и съща директория с видео файла и носят неговото файлово име.

### WD TV
Плейърът на Western Digital също поддържа Матрьошка. Точно както при Samsung WD TV файловете могат да се гледат директно от външна флаш памет или твърд диск, включени към един от трите порта USB на устройството. За WD TV много често излизат нови версии на фирмуера, с което се изчистват възможни проблеми с Матрьошка файловете.

### Sigma Designs
Компанията Sigma Designs, производител основна на интегрални схеми за домашни медийни плейъри, е пуснал на пазара три интегрални схеми – SMP8650, SMP8630 и SMP8620L. Всички те поддържат основните видео формати MP4, AVI и кодеци H.264, VC-1, но не поддържат MKV. Затова производителите, използващи тези интегрални схеми в продуктите си, са принудени да я осигурят чрез своите фирмуери. Пример за такова устройство е WD TV.

## Популярност
Първоначално разпространението на формата е било изключително ограничено. Използвал се е за рипване на DVD и анимации, където е било необходимо да бъдат запазвани няколко езика на субтитрите. Освен това той позволява и вариращ брой на кадрите. През последните години Матрьошка се среща много по-често, например за рипване на HDTV съдържание от HD DVD или Blu-Ray, най-често в комбинация с H.264 видео и AC-3/AAC/DTS звук.

## Лиценз
Матрьошка е проект с отворен стандарт. Това означава, че той е свободен и безплатен за използване. Техническото му описание е отворено за всеки, включително компании, желаещи да осигурят поддръжка в своите продукти. Сорс кодът на библиотеките, разработени от Matroska Development Team са лицензирани под GNU LGPL. В добавка библиотеките за възпроизвеждане са налични под BSD лиценз, позволяващ те да се ползват в комерсиален хардуер и софтуер.